# زبان‌های آلگی

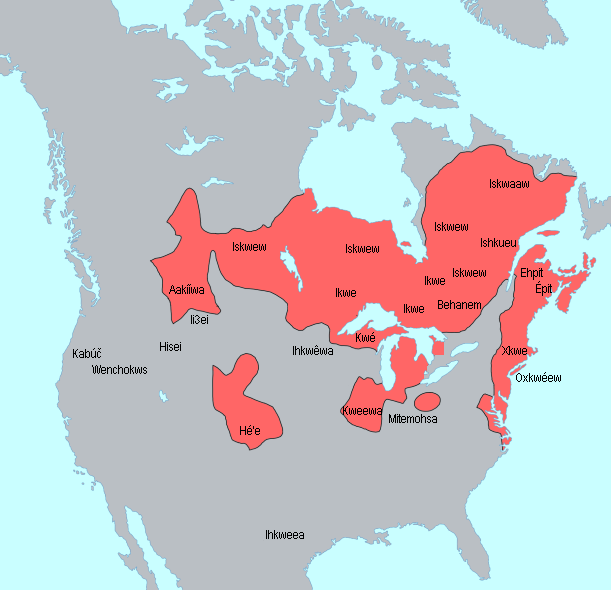
پراکندگی گویشوران زبان های آلگی در حد فاصل رشته‌کوه راکی و اقیانوس اطلس واقع شده‌است

زبان‌های آلگی یکی از خانواده‌های زبانی و از زیر شاخه های زبان های آلگونکویان در منطقه آمریکای شمالی است که در حد فاصل رشته‌کوه راکی و اقیانوس اطلس واقع شده‌است. پراکندگی گویشوران این منطقه عموماً در کشور کانادا و نواحی شمال شرقی ایالات متحده آمریکا می‌باشد. گوشوران این خانواده زبانی از سرخپوستان آمریکای شمالی هستند. مهمترین و پر گویشورترین زبان‌های این خانواده ویوت، یوروک و آلگونکی هستند. زبان‌های نامبرده هم‌اکنون از زبان‌های در خطر هستند.